# Ода
Ода је врста похвалне, свечане и узвишене песме испеване у форми обраћања. У њима песник описује узвишене и величанствене појаве и ствари у природи и људском друштву. Најчешће говори о љубави и поштовању и чести је песнички облик у свим временима. Користила се у сврху дивљења према боговима, владарима, државницима и догађајима.
Оде потичу из античке Грчке где су их састављали старогрчки песници и користиле су се уз или без музичке пратње.